# اثولوجیا

اثولوجیا ترجمهٔ عربی آزادی از بخش‌هایی از تاسوعات فلوطین است که در سنت اسلامی عمدتاً به اشتباه به ارسطو نسبت داده شده است، گرچه ابن‌سینا در صحت این انتساب تردیدهایی داشته و سهروردی محتوای آن را به افلاطون منسوب کرده است. این کتاب منبع اصلی ایده‌های نوافلاطونی در سنت اسلامی بوده است و بنا به نظر محققان در حلقهٔ مترجمان دور کندی تولید شده است. این کتاب تنها کتاب نوافلاطونی نیست که در سنت اسلامی به ارسطو نسبت داده شده است. کتاب دیگری به نام الخیر المحض نیز که تلخیص و اقتباسی از کتاب اصول الهیات پروکلس بوده است و بعدتر ترجمهٔ لاتین آن به نام کتاب علل (Liber de Causes) اهمیت زیادی یافته است، نیز وضعیت مشابهی داشته است.
از این کتاب نسخهٔ مفصل‌تری نیز موجود است که شاید توسط اسماعیلیان تولید شده باشد. این نسخه مبدأ ترجمهٔ لاتین اثولوجیا در قرن شانزدهم بوده است. غیاث‌الدین دشتکی بر اثولوجیا مقدمه‌ای نوشته است و ملاصدرا و قاضی سعید قمی بر آن شروحی نوشته‌اند.

## پانوشت‌ها
1. ↑  Peter Adamson. "Theology of Aristotle". Stanford Encyclopedia of Philosophy (به انگلیسی).